# Ernst Heinrich (Politiker)
Ernst Heinrich (* 3. Januar 1901 in Altona; † 1980) war ein deutscher Politiker (CDU).
Heinrich, der von Beruf Buchbindermeister in Ottensen war, engagierte sich politisch in der CDU. Er kandidierte 1953 auf der Liste des Hamburg-Blocks für den Bezirksausschuss Altona und wurde zunächst nicht gewählt. 1956 rückte er dann für einen ausgeschiedenen Bezirksabgeordneten nach. Nach Auflösung des Hamburg-Blocks vor der kommenden Bürgerschaftswahl wurde er 1957 für die CDU in das Bezirksparlament gewählt, dem er bis 1961 angehörte. Am 14. April 1960 rückte er für Dietrich Rollmann, der in den Deutschen Bundestag eingezogen war, in die Hamburgische Bürgerschaft nach, aus der er am Ende der Wahlperiode 1961 bereits wieder ausschied.